# Caius Julius Caesar (préteur)
Pour les articles homonymes, voir Iulius Caesar.
Caius Julius Caesar III est le fils de Caius Julius Caesar, né vers −135 et décédé en −85.

## Biographie
Il fut questeur en −99 ou −98, et préteur en −92. C'est un  partisan de Marius, qui est marié avec sa sœur Julia. En −91, il est gouverneur en Asie et devient très riche[réf. nécessaire]. Il vécut dans une modeste demeure dans la Subure, un quartier populaire situé entre le Viminal et l'Esquilin.
Il se marie avec Aurelia Cotta, membre d'une famille consulaire. Ils ont comme enfants parvenus à l'âge adulte deux filles, toutes les deux nommées Julia (Julia Caesaris Minor et Julia Caesaris Maior), et un fils : le fameux Jules César, connu sous le nom de Caius Julius Caesar IV.
Il meurt à Pisae de cause naturelle en −85 : selon Pline l'Ancien, il meurt brusquement en mettant ses chaussures, ce qui peut s'interpréter comme un accident cardio-vasculaire dont les origines possibles sont multiples (rupture d'anévrisme, déchirure aortique, thrombose pulmonaire ou cérébrale, etc).